# Unione Sportiva Bari 1932-1933
Questa voce raccoglie le informazioni riguardanti l'Unione Sportiva Bari nelle competizioni ufficiali della stagione 1932-1933.

## Rosa
| N. |                   | Ruolo | Calciatore         |
| -- | ----------------- | ----- | ------------------ |
|    | Italia (bandiera) | P     | Cesare Casirago    |
|    | Italia (bandiera) | P     | Alferio Cubi       |
|    | Italia (bandiera) | D     | Antonio Perduca    |
|    | Italia (bandiera) | D     | Giuseppe Antonelli |
|    | Italia (bandiera) | D     | Luigi Caldarulo    |
|    | Italia (bandiera) | C     | Giuseppe Valenti   |
|    | Italia (bandiera) | C     | Lorenzo Paradiso   |
|    | Italia (bandiera) | C     | Dario Gay          |
|    | Italia (bandiera) | C     | Ercole Bodini      |
|    | Italia (bandiera) | C     | Aldo Vollono       |
|    | Italia (bandiera) | C     | Gaetano De Marzo   |

| N. |                   | Ruolo | Calciatore              |
| -- | ----------------- | ----- | ----------------------- |
|    | Italia (bandiera) | A     | Alfredo Marchionneschi  |
|    | Italia (bandiera) | A     | Luigi Giuseppe Giuliani |
|    | Italia (bandiera) | A     | Raffaele Rossini        |
|    | Italia (bandiera) | A     | Luigi Ferrero           |
|    | Italia (bandiera) | A     | Bruno Scher             |
|    | Italia (bandiera) | A     | Armando Massiglia       |
|    | Italia (bandiera) | A     | Giuseppe Dentuti        |
|    | Italia (bandiera) | A     | Giuseppe Scategni       |
|    | Italia (bandiera) | A     | Pasquale Petrillo       |
|    | Italia (bandiera) | A     | Agostino Zuccaro        |

## Statistiche

### Statistiche di squadra
| Competizione | Punti | In casa | In casa | In casa | In casa | In casa | In casa | In trasferta | In trasferta | In trasferta | In trasferta | In trasferta | In trasferta | Totale | Totale | Totale | Totale | Totale | Totale | DR  |
| Competizione | Punti | G       | V       | N       | P       | Gf      | Gs      | G            | V            | N            | P            | Gf           | Gs           | G      | V      | N      | P      | Gf     | Gs     | DR  |
| ------------ | ----- | ------- | ------- | ------- | ------- | ------- | ------- | ------------ | ------------ | ------------ | ------------ | ------------ | ------------ | ------ | ------ | ------ | ------ | ------ | ------ | --- |
| Serie A      | 22    | 17      | 7       | 4       | 6       | 29      | 29      | 17           | 1            | 2            | 14           | 11           | 39           | 34     | 8      | 6      | 20     | 40     | 68     | -28 |

### Statistiche dei giocatori
| Giocatore         | Serie A  | Serie A |
| Giocatore         | Presenze | Reti    |
| ----------------- | -------- | ------- |
| G. Antonelli      | 32       | 0       |
| E. Bodini         | 26       | 7       |
| L. Caldarulo      | 2        | 0       |
| C. Casirago       | 20       | -38     |
| A. Cubi           | 14       | -28     |
| G. De Marzo       | 1        | 0       |
| G. Dentuti        | 3        | 0       |
| L. Ferrero        | 29       | 6       |
| D. Gay            | 32       | 5       |
| L. Giuliani       | 31       | 3       |
| A. Marchionneschi | 31       | 8       |
| A. Massiglia      | 7        | 0       |
| L. Paradiso       | 34       | 0       |
| A. Perduca        | 34       | 1       |
| P. Petrillo       | 1        | 0       |
| R. Rossini        | 30       | 6       |
| G. Scategni       | 1        | 1       |
| B. Scher          | 9        | 2       |
| G. Valenti        | 34       | 1       |
| A. Vollono        | 2        | 0       |
| A. Zuccaro        | 1        | 0       |

## Riserve
La squadra riserve del Bari ha disputato nella stagione 1932-1933 il girone H del campionato di Prima Divisione.

### Rosa
| N. |                   | Ruolo | Calciatore       |
| -- | ----------------- | ----- | ---------------- |
|    | Italia (bandiera) | C     | Bruno            |
|    | Italia (bandiera) | D     | Luigi Caldarulo  |
|    | Italia (bandiera) | P     | Cesare Casirago  |
|    | Italia (bandiera) | C     | Gaetano De Marzo |
|    | Italia (bandiera) | A     | Giuseppe Dentuti |
|    | Italia (bandiera) | C     | Ferretti         |
|    | Italia (bandiera) | C     | Angelo Firpi     |
|    | Italia (bandiera) | A     | Giordano         |
|    | Italia (bandiera) | A     | Gaetano Lojacono |
|    | Italia (bandiera) | D     | Attilio Parise   |

| N. |                   | Ruolo | Calciatore        |
| -- | ----------------- | ----- | ----------------- |
|    | Italia (bandiera) | A     | Pasquale Petrillo |
|    | Italia (bandiera) | C     | Paolo Patrucchi   |
|    | Italia (bandiera) | C     | Savino            |
|    | Italia (bandiera) | A     | Bruno Scher       |
|    | Italia (bandiera) | C     | Aldo Vollono      |
|    | Italia (bandiera) | C     | Vincenzo Volpe    |
|    | Italia (bandiera) | D     | Zaccardi          |
|    | Italia (bandiera) | C     | Zavacchi          |
|    | Italia (bandiera) | A     | Agostino Zuccaro  |